# Azul Vega 2
Azul Vega 2 – Pierwszy na świecie 48-rdzeniowy, 64-bitowy procesor opracowany przez firmę Azul. Procesor został wykonany w technologii CMOS 90 nm, z dziewięciowarstwowym łączem typu copper/low-k.
Posiada wieloprogową wewnętrzną magistralę danych.
Azul Vega 2 składa się z 812 mln tranzystorów, co zapewnia niski pobór energii przy jednoczesnej ogromnej mocy obliczeniowej.
Procesor Vega 2 został wyprodukowany przez firmę Taiwan Semiconductor Manufacturing Company (TSMC).
System Azul wykonuje tzw. przetwarzanie NAP (Network Attached Processing), które owocuje wzrostem mocy przetwarzania danych w farmach serwerów.